# كرزيستوف أدامشيك
كرزيستوف أدامشيك (بالبولندية: Krzysztof Adamczyk)‏ (14 فبراير 1956 بغدانسك في بولندا - ) هو لاعب كرة قدم بولندي في مركز الهجوم. شارك مع منتخب بولندا لكرة القدم. أما مع النوادي، فقد لعب مع أبولون ليماسول وأركا غدينيا ولاسك لينتس وليغيا وارسو وSKS Stoczniowiec Gdańsk ‏ وAthletic Union of Larissa ‏ وZawisza Bydgoszcz ‏ وStoczniowiec Gdańsk ‏.

## وصلات خارجية
- كرزيستوف أدامشيك على موقع قاعدة بيانات كرة القدم.إي يو (الإنجليزية)